# Кедровый уссурийский пилильщик
Кедровый уссурийский пилильщик (лат. Xyela ussuriensis) — вид перепончатокрылых насекомых рода Xyela из семейства пилильщиков Xyelidae.

## Распространение
Южная Корея, Россия (Приморский край).

## Описание
Мелкие пилильщики, длина около 4 мм. Длина переднего крыла самок 3,8—4,6 мм (самцы 3,5—4,2 мм). Голова жёлтая с чёрными отметинами. Грудь дорсально коричневая с более или менее отчётливым более бледным рисунком на переднеспинке, мезонотальных лопастях и мезоскутеллуме, тегулы бледные, иногда коричневые посередине, мезэпистернум в основном бледно-коричневый. Тергиты брюшка тёмно-коричневые, боковые части тергитов 8 и 9+10 иногда бледнее. Ложногусеницы питаются предположительно на корейском кедре (Pinus koraiensis). Вид был впервые описан в 1965 году российским гименоптерологом А. П. Расницыным (ПИН РАН, Москва, Россия).